# Meganephria debilis
Meganephria debilis là một loài bướm đêm trong họ Noctuidae.